# Bevis Corner
Bevis Corner es un área no incorporada ubicada en el condado de Lonoke en el estado estadounidense de Arkansas.

## Geografía
Bevis Corner se encuentra ubicada en las coordenadas 34°43′14″N 92°0′26″O / 34.72056, -92.00722.